# 莫錦貴
莫錦貴，BBS，香港經濟民生聯盟成員，現任沙田鄉事委員會主席兼香港沙田區議會當然議員，以及新界鄉議局副主席。

## 生平
莫錦貴是新界原居民，生於沙田大圍村，父母為街市工人；在有8個兄弟姊妹中排行第五，早年就讀大圍公立學校。他在中學輟學後便開始出外工作，晚上讀夜校。在2023年區議會選舉中，其女兒亦勝出成為沙田區議員；據聞是香港史首對父女在同一個議會成為同僚。

## 從政工作
1980年代起參與鄉事委員會的工作。1990年代當選為大圍村村代表，1994年至1998年任沙田鄉事委員會副主席。1998年至2003年前落選村代表。2003年後再次選為村代表，並連任沙田鄉事委員會主席至今。2019年6月當選為新界鄉議局副主席
2004年香港立法會選舉及2008年香港立法會選舉時，為民建聯在新界東選區參選，2次均排在劉江華名單第3位，未能取得議席。2009年獲銅紫荊星章。2011年因涉沙田丁屋案被廉政公署調查，但因證據不足，莫錦貴沒被起訴。
2019年香港區議會選舉後，因應泛民主派大勝，莫連同成為民建聯林港坤於沙田區議會僅餘兩位的親中派區議員。在2020年1月3日沙田區議會首次會議時，區議會主席程張迎動議為2019反對逃犯條例修訂草案運動犧牲的抗爭者默哀，並得到所有民主派議員支持。惟莫錦貴覺得：離世的不止是抗爭者，亦有清潔工人被抗爭者活活用磚掟死，只為一方默哀確實有欠公平。他和林港坤博士離席抗議；該區的民政專員陳婉雯亦同樣指默哀「係你哋政治立場嘅表態」，亦拒絕默哀站立， 被區議員許銳宇批評此舉冷血。認為犧牲的人士不一定被判罪，可能是對社會失望而輕生，認為基於人道理由應參與默哀。另一區議員李志宏指出，昨日西貢及中西區區議會會議上，秘書處亦一同參與默哀，譴責沙田民政處不合作。